# 高士路體育會
高士路體育會（葡萄牙文：Cruzeiro Esporte Clube，意为南十字星）(葡萄牙語發音：[kɾuˈzejɾu esˈpoɾtʃi ˈklubi])，是一間位於米納斯吉拉斯州貝洛奧里藏特的巴西足球球會，於1921年1月2日成立。高士路是唯一一間曾經成為三冠王的巴西球會，高士路曾在同一年贏得巴西足球甲級聯賽冠軍、巴西杯和州聯賽冠軍。
高士路和很多巴西球會一樣，給本土球員的資源多於外地球員，所以他們出產過很多著名的巴西球員。而高士路曾是巴甲聯賽其中四隊從未降班的球會之一，其餘三隊為國際體育會、法林明高和華斯高，但在2019年12月降班，是創會以來的首次，直到2022年12月以巴乙首名重新升上巴甲。高士路也在不少的競賽中，獲得頭五位名次。
雖然球會主力足球，但在其他體育範疇也有提供訓練。

## 歷史

### Palestra年代

#### 早期
高士路在耶魯體育會（Yale Atlético Clube）出現管治危機時誕生，耶魯體育會是貝洛奧里藏特第一間體育會。當時意大利移民在社區中開始發揮影響力，耶魯體育會的意大利人模仿他們的同鄉在聖保羅成立球會的經過，而貝洛奧里藏特的人民也想擁有一間球會，結果成立了Palestra Itália，即是現在的彭美拉斯。
1910年成立的耶魯體育會，直至1925年放棄前，他們也在當地的聯賽角逐。後來到了1920年12月，在耶魯反對下，一班意大利籍的主力球員成立了Palestra Itália，也稱為Palestra Mineiro，一間全新的球會。

#### 後期
球會成立之初，由Null Savini、Spagnuolo Sundays、Sílvio Pirani、Júlio Lazarotti、Hamleto Magnavacca、Henriqueto Pirani和João Ranieri打理，而其他意大利人也承諾需要會為球會提供協助，尤其是在財政上。後來耶魯解散，球會依然存在，就是現在的高士路。在1920年12月20日，貝洛奧里藏特的意大利人召開會議，有195人出席，92人簽署了法令。會中一些建議被採納，標誌著在1921年1月2日的會議，成立了Sociedade Esportiva Palestra Itália，當日有250人出席這個成立大會。球會採取的顏色，和意大利國旗相同:紅、白、綠(這三種顏色在2005年再在球會訓練服上出現)。他們第一套球衣由綠色組成，白褲和紅襪。球會成立初期只容許意大利人參與，到1925年才容許其他國籍的人參與。
Palestra的首場比賽在Prado Mineiro進行。這場友誼賽在1921年4月3日進行，對手是Nova Lima、Villa Nova和彭美拉斯聯隊，最後Palestra贏2-0。
他們第一場正式的比賽是對明尼路，Palestra贏2-0。

### 改名高士路
1942年1月，巴西參與第二次世界大戰，聯邦政府頒令禁止使用標示和象徵敵國的物品。所以，球會的意大利人都被迫離開球會，由巴西人組成的董事會用了10個月商討新名稱和會徽。後來名字改成Ypiranga，但改名後首場賽事便落敗，於是球會又要改名。到10月，董事會同意把球會改名為高士路。高士路的名字和意大利全無關係，而球衣也改為藍衫白褲藍襪(作客則相反)。
不過，當他們11月登場時，也意味盛極一時的Palestra Itália解散。他們以高士路之名作首場比賽是在1942年11月11日，作客贏 America1-0。
當明尼路球場在1965年落成後，明尼路球場就成為高士路的主場。自此，高士路就成為國家足球的一股力量，也因此而成名。高士路為巴西提供了不少人材，這也令高士路成為里約熱內盧和聖保羅之外的勁旅。

### 黃金時期
高士路在六十年代開始在國家成名，當時球會連續四次贏得州聯賽冠軍。
在1976年，高士路首次贏得南美自由杯冠軍，他們在決賽擊敗阿根廷的河床。他們下一年的決賽也獲得亞軍，這次是被小保加擊敗的。而在巴西足球甲級聯賽，他們在1974年莫名其妙地敗給華斯高後贏得亞軍，第二年他們也是亞軍，這次他們輸給國際體育會。在整個七十年代，高士路在很多其他方面都很成功，就像在1976年，他們打入了洲際杯決賽，最後總計輸給拜仁慕尼黑0-2(高士路在主和和對手打和0-0)。
八十年代的球會並不是十分理想，他們在這個十年沒有什麼重大成就，雖然這段時間不長。
和其他巴西球會相比，高士路獲得的成就只有幾家大球會能相比。毫無疑問，高士路是貝洛奧里藏特最成功的球會。自1990年起，球會每年都會奪得最少一個冠軍。當中包括南美超級杯(1991, 1992)、巴西杯(1993, 1996, 2000, 2003)、州聯賽(1990, 1992, 1994, 1996, 1997,1998, 2003, 2004)、南美自由杯(1997)和巴西足球甲級聯賽(2003)等各大大小小的獎杯。
在這段時期，高士路也製造了不少球星。

### 和明尼路的競爭
就像很多地方一樣，貝洛奧里藏特也有兩股強大的足球勢力，他們成為了同市宿敵。高士路也不例外，他們的宿敵是明尼路。這場米納斯吉拉斯州打比戰是里約熱內盧和聖保羅的打比戰外，最大的打比戰。
兩隊的球迷都有著深仇大恨，他們永遠都在說自己的一面較強，而對手則較弱。總括來說，在貝洛奧里藏特打比戰中，明尼路贏了184次，高士路贏了143次，其餘120次則打和。高士路贏得106次冠軍(包括各大小獎項)，這就令高士路成為較成功的一方。而高士路的球迷人數也比明尼路多一倍，和里約熱內盧和聖保羅等大球會看齊。後來當明尼路在2005年降班後，越來越多人認為高士路是成功的一方。
縱使如此，兩隊的球員都不太理會這些數據，因為他們只會盡力打好這場賽事。

### 第二次黃金時期: 2003年至今
高士路最大的成就在2003年獲得，他們在教練盧森保高和隊長Alexsandro de Souza的協助下，完成三冠王。很多年來，高士路在聯賽都沒有重大的成績，這一年，他們終於贏得聯賽冠軍，這也是他們唯一一次的聯賽冠軍。他們在這季的聯賽獲得100分，入了超過100球，這個紀錄相信在往後的日子，都很難被打破。同年，除了聯賽冠軍外，同時也贏得巴西杯和州聯賽冠軍，成為第一支完成三冠王的球會。
2004年他們的表現也同樣出色，他們再一次奪得州聯賽冠軍。但下一年他們沒有錦標進帳，是自從1990年起首次沒有錦標進帳。在聯賽他們只排第八，他們的表演十分糟糕。但到了2006年，他們在年輕球員和具經驗球員協助下，又一次贏得州聯賽冠軍，和明尼路的距離只差四個，但對方已六年沒贏過州聯賽冠軍了。

## 會長
| - Aurélio Noce (1921-1922) - Alberto Noce (1923-1924) - Américo Gasparini (1925-1926, 1928) - Antonio Falci (1927, 1929-1930) - Braz Pelegrino (1927-1928) - Lidio Lunardi (1931-1932) - José Viana de Souza (1933) - Miguel Perrela (1933-1936) - Romeo de Paoli (1936) - Osvaldo Pinto Coelho (1936-1940) - Ennes Cyro Poni (1941-1942) - Together: João Fantoni, Wilson Saliba, Mario Torneli (1942) - Mário Grosso (1942-1947) - Fernando Tamietti (1947, 1950) - Antônio Cunha Lobo (1947-1949) - Antônio Alves Simões (1949) |  | - Manoel F. Campos (1950) - Divino Ramos (1951) - José Greco (1952-1953, 1955) - Wellington Armanelli (1954) - José Francisco Lemos Filho (1954) - Eduardo S. Bambirra (1955-1956) - Manoel A. de Carvalho (1957-1958) - Antonio Braz Lopes Pontes (1959-1960) - Felicio Brandi (1961-1982) - Carmine Furletti (1983-1984) - Benito Masci (1985-1990) - Salvador Masci (1990) - César Masci (1991-1994) - José Perrella de Oliveira Costa (1995-2002) - Alvimar de Oliveira Costa (2003-) |

## 會歌
球會的會歌名為 Hino ao Campeão，由Jadir Ambrósio在1966年創作。他十分尊敬球會，雖然球會沒有把這首歌列為會歌，但在球迷心中，因為他們十分喜歡，所以便成為了新會歌。高士路另一首會歌名為 Hino ao Palestra，由Arrigo Buzzacchi和Tolentino Miraglia還在意大利時創作，至1922年5月5日在巴西的報章中出現。

## 主要錦標

### 國際錦標
- 南美自由杯: 2
  - 1976, 1997

- 南美超級杯: 2
  - 1991, 1992

### 國家錦標
- 巴西足球甲級聯賽: 4
  - 1966, 2003, 2013, 2014

- 巴西足球乙級聯賽: 1
  - 2022

- 巴西盃: 6
  - 1993, 1996, 2000, 2003, 2017, 2018

- 州聯賽: 34
  - 1926, 1928, 1929, 1930, 1940, 1943, 1944, 1945, 1956, 1959,1960, 1961, 1965, 1966, 1967, 1968, 1969, 1972, 1973, 1974, 1975, 1977, 1984, 1987, 1990, 1992, 1994, 1996, 1997, 1998, 2002, 2003, 2004, 2006

## 著名球員
| 巴西 - A明尼路 - 阿歷士迪蘇沙 - 克里斯 - 艾迪臣 - 畢圖 - 迪達 - D盧比斯 - 費特 - 基爾拔圖 - 靴里奴高美斯 - 乍仙奴 - 梅拿 - 麥士維 - 尼連奴 - 尼堅奴 - 施歷素 - 拖士圖 - 派亞沙 |  | 阿根廷 - 蘇連 - 柏夫姆 智利 - 馬當拿度 - 泰比亞 哥倫比亞 - 維華路斯 - 阿里斯迪沙布爾 巴拉圭 - 昆坦拿 秘魯 - R柏拉西奧斯 西班牙 - 紐尼斯 烏拉圭 - 科蘭 - 李華達 |

## 著名教練
- 斯科拉里

- 盧森貝高

- Paulo Autuori de Mello

- Émerson Leão

## 統計和紀錄

### 2002/03球季歷史性成績
| 甲組聯賽 | 位置 | 分數 | 賽 | 勝 | 和 | 負 | 得  | 失 |
| -------- | ---- | ---- | -- | -- | -- | -- | --- | -- |
| 高士路   | 1    | 100  | 46 | 31 | 7  | 8  | 102 | 47 |

### 歷年巴西甲級聯賽成績
| 年度 | 位置   | 年度 | 位置   | 年度 | 位置   | 年度 | 位置   |
| ---- | ------ | ---- | ------ | ---- | ------ | ---- | ------ |
| 1971 | 第8名  | 1981 | 第19名 | 1991 | 第16名 | 2001 | 第21名 |
| 1972 | 第6名  | 1982 | 第21名 | 1992 | 第8名  | 2002 | 第9名  |
| 1973 | 第3名  | 1983 | 第17名 | 1993 | 第15名 | 2003 | 第1名  |
| 1974 | 第2名  | 1984 | 第33名 | 1994 | 第22名 | 2004 | 第13名 |
| 1975 | 第2名  | 1985 | 第29名 | 1995 | 第3名  | 2005 | 第8名  |
| 1976 | 第19名 | 1986 | 第8名  | 1996 | 第5名  | 2006 |        |
| 1977 | 第16名 | 1987 | 第4名  | 1997 | 第20名 | 2007 |        |
| 1978 | 第10名 | 1988 | 第8名  | 1998 | 第2名  | 2008 |        |
| 1979 | 第6名  | 1989 | 第3名  | 1999 | 第5名  | 2009 |        |
| 1980 | 第10名 | 1990 | 第10名 | 2000 | 第3名  | 2010 |        |

### 最多入球
| #  | 名字           | 年度                            | 入球 |
| -- | -------------- | ------------------------------- | ---- |
| 1  | Tostão         | 1963–1972                       | 248  |
| 2  | Dirceu Lopes   | 1963–1977                       | 224  |
| 3  | Niginho        | 1926–1930, 1936–1937, 1939–1947 | 207  |
| 4  | Bengala        | 1925–1939                       | 166  |
| 5  | Ninão          | 1923–1924, 1925–1930, 1936      | 163  |
| 6  | Palhinha       | 1969–1977, 1982–1985            | 155  |
| 7  | Alcides        | 1934–1946                       | 152  |
| 8  | Marcelo Ramos  | 1994–1996, 1998–2000            | 151  |
| 9  | Roberto Batata | 1969—1976                       | 118  |
| 10 | Joãozinho      | 1974–1981                       | 116  |

### 最多出場
| #  | 名字         | 年度                 | 次數 |
| -- | ------------ | -------------------- | ---- |
| 1  | Zé Carlos    | 1965–1977            | 619  |
| 2  | Dirceu Lopes | 1966–1977            | 601  |
| 3  | Piazza       | 1964–1977            | 559  |
| 4  | Raul         | 1966–1978            | 558  |
| 5  | Joãozinho    | 1972–1986            | 482  |
| 6  | Palhinha     | 1968–1977, 1983–1984 | 448  |
| 7  | Ademir       | 1986–1991, 1993–1995 | 439  |
| 8  | Nelinho      | 1973–1982            | 410  |
| 9  | Nonato       | 1990–1997            | 392  |
| 10 | Tostão       | 1963–1972            | 378  |
| 11 | Dida         | 1994–1998            | 304  |

## 球場資料
- 名稱 - 明尼路球場
- 城市 - 貝洛奧里藏特
- 容量 - 76,500人
- 落成 - 1965年
- 面積 - 110 x 75 平方米

## 外部連結
- （葡萄牙文）官方網站
- （葡萄牙文）官方紀念品店
- （葡萄牙文）官方球迷網站 （页面存档备份，存于）
- （葡萄牙文）非官方球迷網站 （页面存档备份，存于）
- （葡萄牙文）球迷網站
- （英文）球會資料
- （英文）球會數據 （页面存档备份，存于）